# Pembroke College (Oxford)

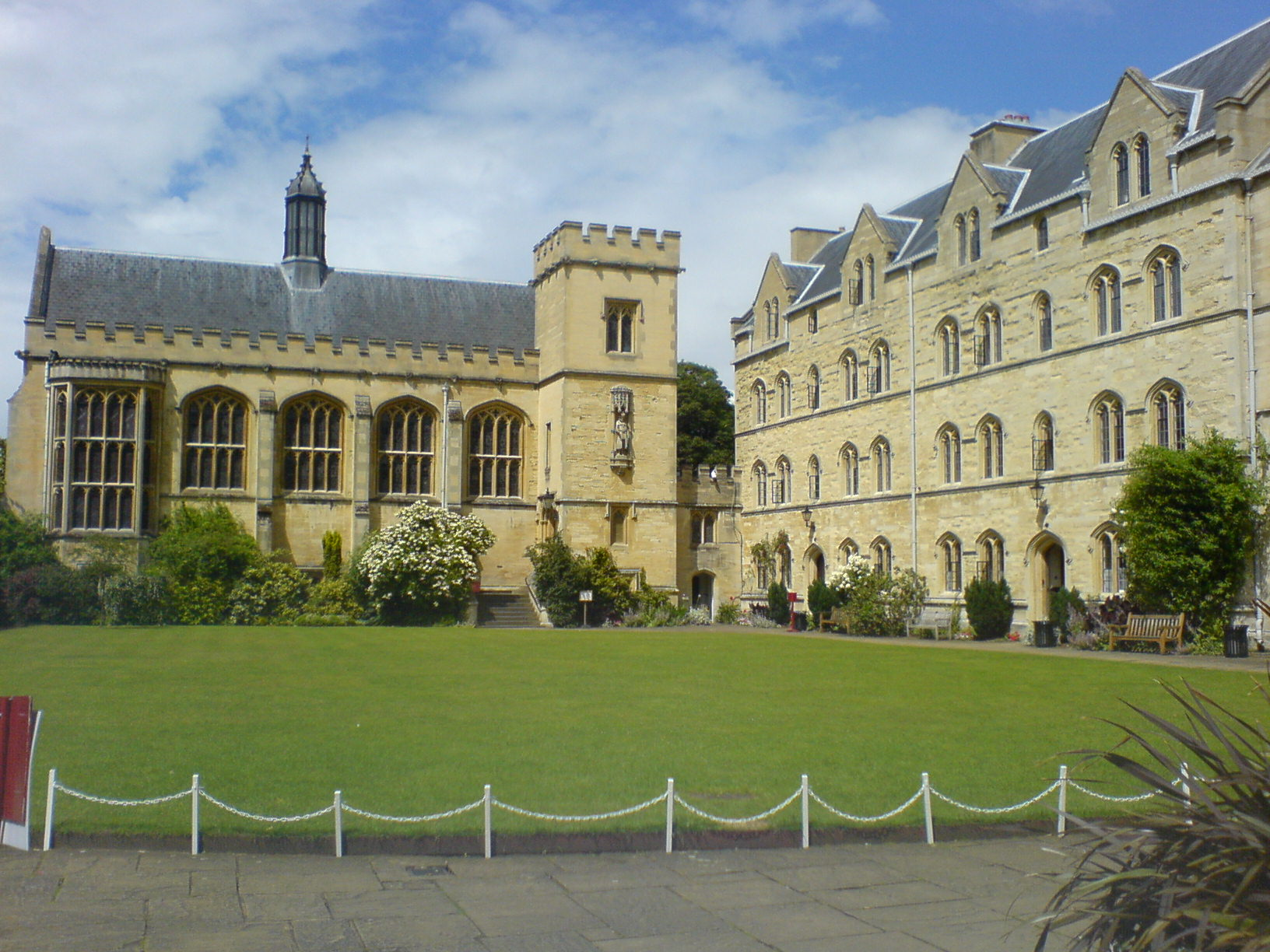
Pembroke College Chapel Quad

Das Pembroke College, vollständiger Name The Master, Fellows and Scholars of Pembroke College, ist eines der 39 Colleges und Private Halls der University of Oxford. Es bietet fast das komplette Fächerspektrum der Universität an. Im sportlichen Bereich liegt ein Schwerpunkt des Colleges auf den Ruderregatten.

## Geschichte

Eingang zum Pembroke College

Das Pembroke College wurde 1624 von König James I. gegründet und nach William Herbert, 3. Earl of Pembroke, benannt, der damals in seiner Funktion als Kanzler der Universität Oxford wesentlich zur Gründung des College beitrug. Die Ursprünge des Colleges lassen sich bis zu den Anfängen der Universität selbst zurückverfolgen. Zu Beginn diente es als Unterkunft für Jura-Studenten und war unter dem Namen Broadgates Hall bekannt. Es wurde schließlich im frühen 17. Jahrhundert, dank finanzieller Zuwendungen seitens Thomas Tesdale und Richard Wightwick, zum College erweitert.
Der berühmte Schriftsteller J. R. R. Tolkien war zwischen 1925 und 1945 Professor am Pembroke College und hat in dieser Zeit Der Hobbit sowie die ersten beiden Teile von Der Herr der Ringe verfasst.
Wie alle Colleges in Oxford, die vor dem 19. Jahrhundert gegründet wurden, ließ Pembroke College bis in das späte 20. Jahrhundert nur Männer zum Studium zu. Seit 1979 steht das Studium am College auch Frauen offen.

## Sport
Das Pembroke College weist eine reiche Sporttradition auf. Insbesondere bei den traditionellen Bootsrennen gehört das Team zu den besten Colleges in Oxford. So gehört zu den bedeutenden Alumni auch die Olympiasiegerinnen und Weltmeisterinnen im Rudern Caryn Davies und Erin Kennedy.

## Wappen
Das Wappen des College wurde durch das Amt für Heraldik in England und Wales am 14. Februar 1625 bestätigt. Formal beschrieben:
3 wilde silberne Löwen auf azurblauem und roten Untergrund, darüber eine Rose nach englischem Muster auf weißem Grund und eine rote dornige Distel nach schottischem Muster auf goldenem Untergrund
Sowohl James I. als Gründer der Universität wie auch der Earl of Pembroke sind hier eingebettet. Die Form, als Vertreter der Vereinigung der Kronen als James I. von England und James VI. von Schottland, wird durch die Rose (England) und der Distel (Schottland) symbolisiert. Die drei wilden Löwen entsprechen dem Bild des Earl of Pembroke.

## Bedeutende frühere Studenten
Zu den bedeutendsten Pembroke-Studenten zählen der Schriftsteller, Kritiker, Gelehrte und Lexikograph Samuel Johnson, der amerikanische Senator und Gründer des Fulbright Stipendiums, J. William Fulbright sowie der Mineraloge und Chemiker James Smithson. Außerdem studierte William Blackstone, der erste Professor, der Vorlesungen über das Common Law hielt und Verfasser der „Commentaries on the Laws of England“, am Pembroke College. Weitere bedeutende Alumni waren:
- Abdullah II. bin al-Hussein, König von Jordanien
- Hilarion Alfejew, russisch-orthodoxer Metropolit von Wolokolamsk und Leiter des Außenamtes des Moskauer Patriarchats
- Francis Beaumont, englischer Dramatiker
- Edmund Bonner, englischer Bischof
- Thomas Browne, englischer Philosoph
- William Camden, englischer Historiker und Antiquar
- Julian Critchley, britischer Politiker
- Caryn Davies, US-amerikanische Ruderin, Weltmeisterin und Olympiasiegerin
- Denzil Davies, Member of Parliament
- Charles Hawtrey, britischer Schauspieler und Komiker
- George Procter Hawtrey britischer Schauspieler
- Michael Heseltine, britischer Politiker
- Walter Isaacson, US-amerikanischer Schriftsteller und Biograph, Präsident und CEO des Aspen Institute
- Richard Lugar, US-amerikanischer Politiker
- Viktor Orbán, Ministerpräsident von Ungarn
- Robert Payne Smith, englischer Theologe und Dekan von Canterbury
- John Pym, englischer Jurist und Politiker
- Radosław Sikorski, polnischer Politologe und Historiker, Politiker und Journalist
- Richard Sorabji, Philosophiehistoriker
- Arnold Toynbee, britischer Volkswirtschaftswissenschaftler und Wirtschaftshistoriker
- Honeysuckle Weeks, britische Schauspielerin
- George Whitefield, englischer Geistlicher

## Bedeutende Professoren
- Simon Blackburn
- Robin George Collingwood
- John Eekelaar (FBA)
- Charles Harding Firth
- William Conyngham Greene
- Malcolm R. Godden
- Alexander Kacelnik
- Peter J. King
- Martha Klein
- Sir John Richard Krebs (FRS)
- Theo Maarten van Lint
- Robert Reynolds Macintosh
- I. James McMullen (FBA)
- Naci Mehmet
- Edward Moore
- George Rolleston
- Francesca Stavrakopoulou
- J. R. R. Tolkien, britischer Schriftsteller und Philologe, 1925 bis 1945 Rawlinson and Bosworth Professor of Anglo-Saxon, danach Professur für Anglistik
- Kallistos Ware
- Robin Wilson
- Michael Winterbottom
- Charles Leslie Wrenn, 1945 bis 1963 Rawlinson and Bosworth Professor of Anglo-Saxon

## Bedeutende frühere Master
- 1624–1647: Thomas Clayton
- 1955–1968: Ronald Buchanan McCallum
- 1985–1993: Roger Bannister
- 1993–2001: Robert Bocking Stevens
- 2001–2013: Giles Henderson
- 2013–2020: Lynne Brindley
- seit 2020: Ernest Ryder